# Zeqir Alizoti
Zeqir Alizoti, nacido en 1950 en Vlora , es un escultor, ceramista y pintor  albanés.

## Datos biográficos
Zeqir Alizoti nació en la ciudad de Vlora en 1950 . Creció en Tirana, donde continuó estudios de escultura y pintura en el Liceo artístico "Jordan Misja " y la Academia de las Artes.  Ha participado en exposiciones colectivas locales y nacionales en Vlora y Tirana . Ha participado en exposiciones individuales dentro y fuera de Albania , en  Italia, Grecia, Rumania  y Francia. 
Zeqir Alizoti ha realizado obras de carácter monumental, de espíritu y carácter lírico y épico histórico, la mayoría de las cuales se encuentran en los hermosos parques de la ciudad de Vlora y en Llogara . Inicialmente, el artista trabajó en la Compañía Artística de la ciudad de Vlora, donde hizo una valiosa contribución, con el modelado de cientos de objetos de arte en cerámica artesanal, siguiendo una larga tradición de la región marcada por los yacimientos de Avlona (nombre antiguo de Vlora), Orikum y Amantia y reflejar así los motivos presentes desde la antigüedad en la región de Cameria. 
Después de la década de los noventa del siglo XX se vuelca hacia una escultura más experimental , con la creación de obras artísticas en muchos géneros, empleando además de la cerámica , otros materiales como cobre, madera y bronce. 
Desde hace algunos años ha abierto en Vlora un salón de arte, que se estima a nivel nacional.